# 50866 Davidesprizzi
50866 Davidesprizzi este un asteroid din centura principală de asteroizi.

## Descriere
50866 Davidesprizzi este un asteroid din centura principală de asteroizi. A fost descoperit pe 1 aprilie 2000 la Colleverde de Vincenzo Silvano Casulli. Asteroidul prezintă o orbită caracterizată de o semiaxă mare de 2,58 ua, o excentricitate de 0,13 și o înclinație de 13,4° în raport cu ecliptica.